# Castino (Italia)
Castino es una localidad y comune italiana de la provincia de Cuneo, región de Piamonte, con 516 habitantes.

## Evolución demográfica
| Gráfica de evolución demográfica de Castino entre 1861 y 2001 |
|                                                               |
| Fuente ISTAT                                                  |